# Clusia clarendonensis
Clusia clarendonensis là một loài thực vật có hoa thuộc họ Clusiaceae.
Loài này chỉ có ở Jamaica.